# Broken Hope
Broken Hope was een Amerikaanse deathmetalband, opgericht in 1988.
Ze waren bekend als een oldschool deathmetalband met lage toon gore zang.
Tussen 1991 en 1999 maakten ze vijf albums. Op 20 januari 2010 pleegde zanger Joe Ptacek zelfmoord, hij was 37 jaar oud.

## Discografie
- 1991: Swamped in Gore
- 1993: The Bowels of Repugnance
- 1995: Repulsive Conception
- 1997: Loathing
- 1999: Grotesque Blessings
- 2013: Omen of Disease
- 2017: Mutilated and Assimilated